# Legau

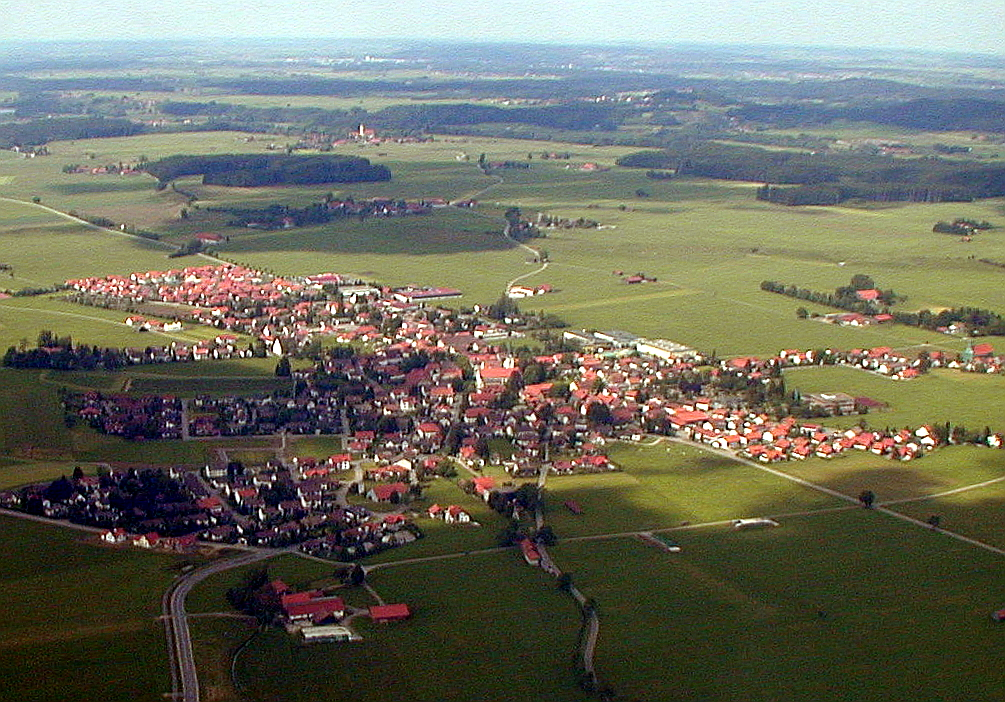
Legau

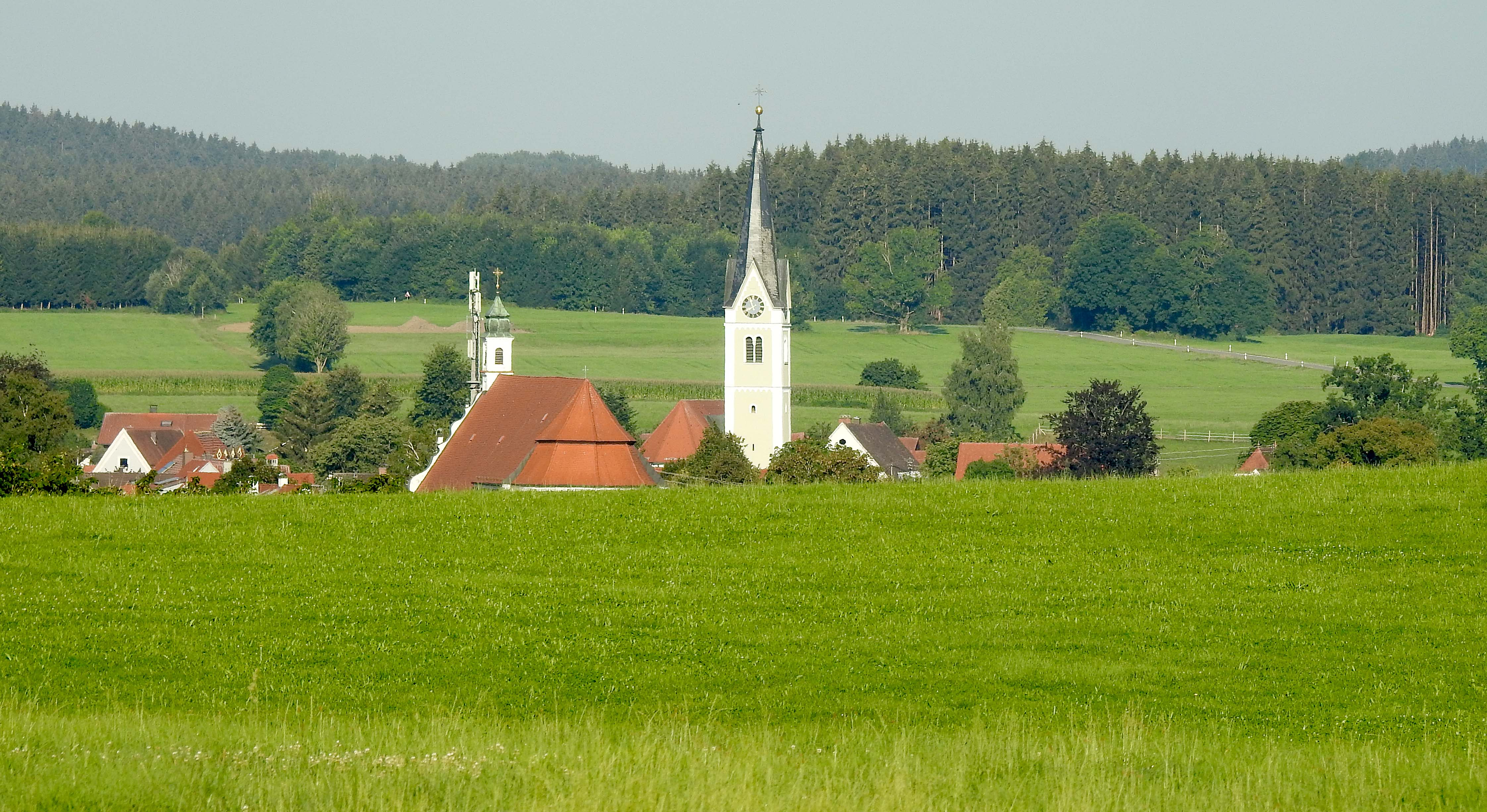
Legau von Osten

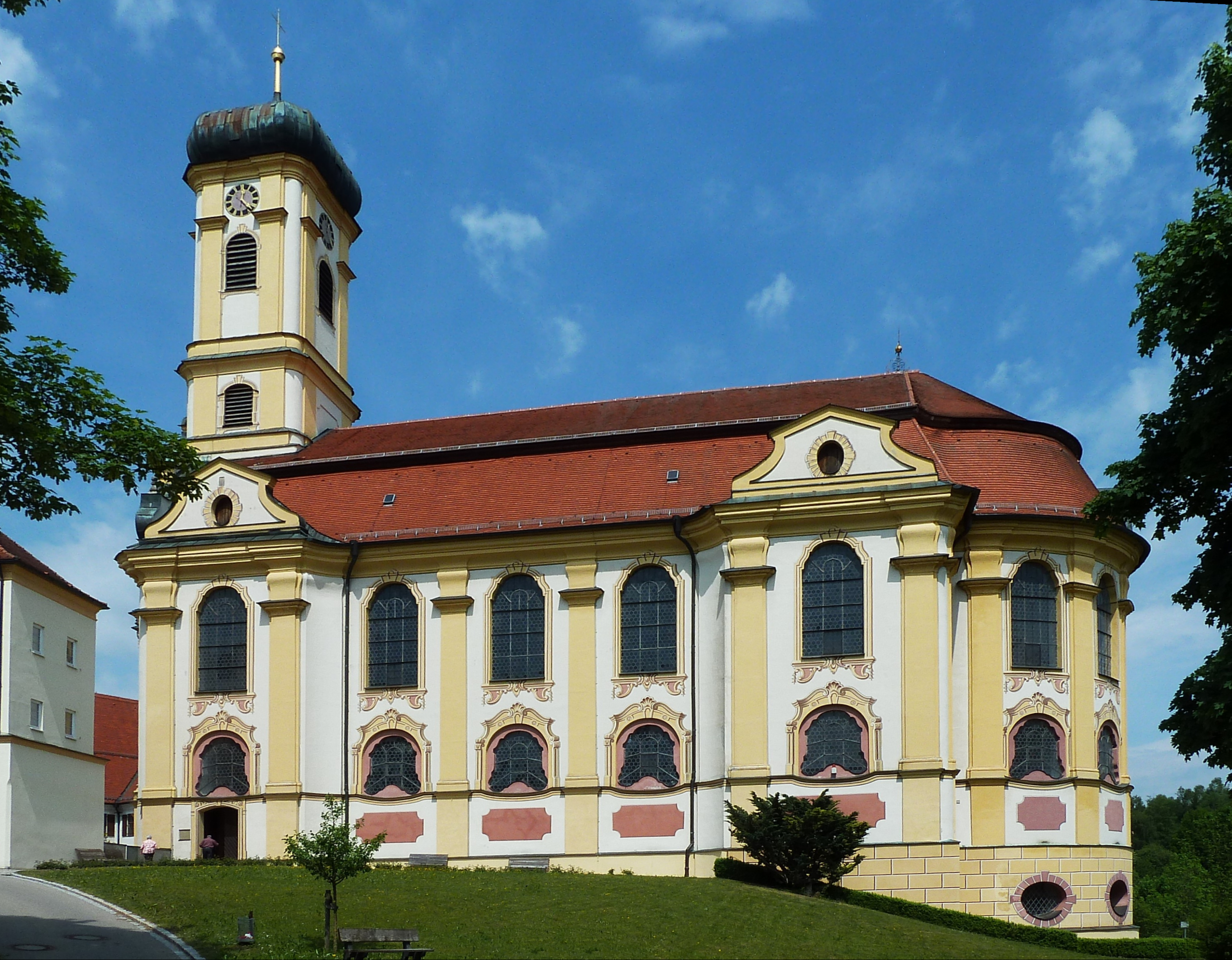
Wallfahrtskirche Maria Steinbach

Legau ist ein Markt im schwäbischen Landkreis Unterallgäu und der Sitz der Verwaltungsgemeinschaft Illerwinkel.

## Geografie

### Lage
Legau liegt an der Iller etwa 15 km südlich von Memmingen und 20 km nördlich von Kempten in der Region Donau-Iller in Mittelschwaben auf der ungefähr 36 Quadratkilometer großen Legauer Hochfläche.

### Gemeindegliederung
Es gibt 51 Gemeindeteile (in Klammern ist der Siedlungstyp angegeben):
- Aigholz (Weiler)
- Ampo (Weiler)
- Außerlandholz (Weiler)
- Benggen (Weiler)
- Bettrichs (Dorf)
- Bihls (Einöde)
- Bronnenmahd (Einöde)
- Bummlers (Einöde)
- Ehrensberg (Weiler)
- Engelharz (Dorf)
- Entenmoos (Einöde)
- Felben (Weiler)
- Fluhmühle (Weiler)
- Graben (Weiler)
- Greiters (Dorf)
- Greut (Einöde)
- Grub (Einöde)
- Haid (Weiler)
- Hofstatt (Dorf)
- Hohmanns (Weiler)
- Hub (Weiler)
- Hummels (Einöde)
- Kaltbronn (Dorf)
- Katzenmoos (Einöde)
- Kraivogels (Weiler)
- Lausers (Weiler)
- Lausers am Moos (Weiler)
- Legau (Hauptort)
- Lehenbühl (Einöde)
- Loch (Einöde)
- Maien (Weiler)
- Mannschwenden (Einöde)
- Maria Steinbach (Pfarrdorf)
- Moos (Weiler)
- Neidegg (Einöde)
- Neumühle (Einöde)
- Oberau (Einöde)
- Oberlandholz (Dorf)
- Oberwaldegg (Einöde)
- Oberwitzenberg (Dorf)
- Roßschenkels (Einöde)
- Sack (Weiler)
- Straß (Dorf)
- Streichers (Einöde)
- Strimo (Weiler)
- Unterau (Weiler)
- Unterlandholz (Weiler)
- Unterwaldegg (Einöde)
- Unterwitzenberg (Weiler)
- Voglers (Weiler)
- Weno (Einöde)

Das Gemeindegebiet besteht aus den Gemarkungen Legau und Maria Steinbach.

## Geschichte

### Bis zur Gemeindegründung
Der Name Legau stammt aus dem Wort Gau sowie der Vorsilbe für Hügel. Im 11. Jahrhundert kommt der Name als Legöi, später als Legow. Dies würde frei übersetzt Gebiet bei den Hügeln bedeuten.
Mehrere kleine Steinzeitfunde, die im Memminger Museum zu besichtigen sind, weisen auf eine sehr frühe Besiedlung der Legauer Hochfläche hin. Die ältesten Weilernamen wie Hofstatt, Strimo, Weno, Witzenberg und Felben gehen vermutlich auf die Keltenzeit zurück. Auch wurden verschiedene Münzen aus der Römerzeit gefunden. Die bekannteste stammt aus dem Jahr 337 und ist im Augsburger Maximilianmuseum zu besichtigen.
Im Jahr 748 wurde Legau unter fränkischer Herrschaft dem Nibelgau zugeteilt. Erstmals urkundlich erwähnt wurde Legau 766 in einem Kaufbrief des Klosters St. Gallen, nach dem verschiedene Güter, Höfte, Huben und Waldungen der Legauer Gegend durch Kauf an St. Gallen kamen.
Im 14. und 15. Jahrhundert wechselte die Gemeinde mehrfach ihren Besitzer. Im Jahre 1448 wurde Legau mit der Herrschaft Ehrensberg-Hohentann von Fürstabt Pilgrim von Kempten um 3000 Gulden erworben. Bis zum Beginn der Säkularisation blieb Legau ein stiftkemptisches Lehen und wurde der Vogtei (ab 1642 Pflegamt) Hohentann zugeteilt. Im Jahre 1455 verlieh Kaiser Friedrich III. der Gemeinde das Marktrecht. Sie erhielt 1483 ein Dorfgericht und 1485 den Blutbann verliehen. Auf dem Galgenberg, nordwestlich von Legau, steht ein Gedenkstein.
Bereits 1491 kam es zu Bauernunruhen im Markt. Diese endeten in einem Vergleich zwischen Abt und Bauern, der in Memmingen unterzeichnet wurde. Im Bauernkrieg 1525 stand Thomas Scherer aus Legau als Hauptmann an der Spitze des Legauer oder Altusrieder Haufens. Er wurde nach der Niederlage der Bauern hingerichtet.
Im Dreißigjährigen Krieg wütete die Pest in Legau. In den Monaten September bis Dezember 1628 starben 32 Männer, 46 Frauen und 44 Kinder, die auf dem Pestfriedhof bei Lehenbühl begraben wurden. Im Jahre 1632 kamen die Schweden nach Legau. Noch während des Krieges wurde das stiftkemptische Gebiet in sieben Pflegämter eingeteilt. Damit begann auch in Legau eine einschneidende Vereinödung, die bis in die Mitte des 19. Jahrhunderts andauern sollte.

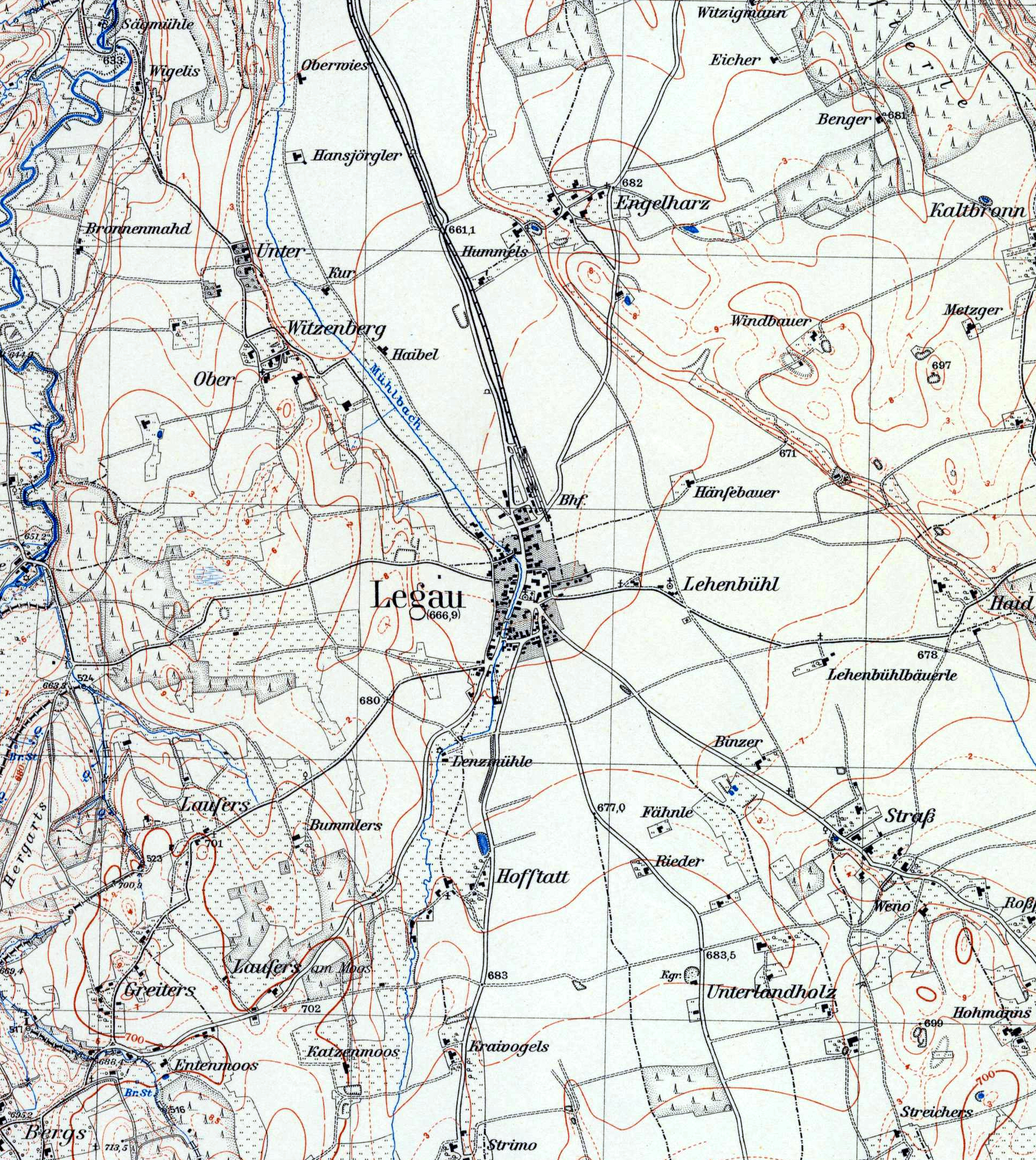
Legau mit Vororte auf Topographischer Karte von 1921

Am 14. Februar 1704 lieferten sich im Spanischen Erbfolgekrieg Franzosen und kaiserliche Husaren zwischen Legau und Raggen (Württemberg) ein Gefecht, bei dem 16 Franzosen fielen und 130 gefangen genommen wurden.
Mit dem Beginn der Säkularisation erhielt Legau seine Unabhängigkeit vom Fürststift Kempten und wurde am 1. Januar 1806 bayerisch. Im Jahre 1818 entstand mit dem zweiten Gemeindeedikt die politische Gemeinde.

### Bahnanschluss
Der Anschluss an die Eisenbahn nach Memmingen wurde am 23. Juni 1904 eingeweiht. Der Legauer Bahnhof bildete als Sackbahnhof das Ende der Strecke. Diese wurde am 28. Mai 1972 stillgelegt und bis 1975 beinahe komplett zurückgebaut.

### Eingemeindungen
Am 1. Januar 1978 wurde im Zuge der Gemeindegebietsreform die Gemeinde Maria Steinbach (Umbenennung am 28. Dezember 1954, früherer Name: Steinbach) nach Legau eingemeindet. Der Ort ist mit seiner bedeutenden Marienwallfahrt aus dem 18. Jahrhundert bekannt.

### Einwohnerentwicklung
| Jahr      | 1961 | 1970 | 1987 | 1991 | 1995 | 2000 | 2005 | 2010 | 2015 |
| Einwohner | 2850 | 2955 | 2894 | 2885 | 2933 | 3033 | 3102 | 3107 | 3207 |

Zwischen 1988 und 2018 wuchs die Gemeinde von 2854 auf 3273 um 419 Einwohner bzw. um 14,7 %.

## Politik

### Gemeinderat
Bei der Kommunalwahl am 15. März 2020 ergab sich folgende Sitz- und Stimmenverteilung:
- CSU-Freie Wählerschaft: 5 Sitze (34,5 %)
- Freie Wähler Legau: 6 Sitze (35,9 %)
- UW Maria Steinbach: 3 Sitze (19,0 %)
- Grüne/ÖDP/AktiveBürger*innen: 2 Sitze (10,7 %)

Gegenüber der Wahl vom 16. März 2014 verloren CSU-Freie Wählerschaft vier Sitze, die Freien Wähler gewannen zwei Sitze dazu, ebenso Grüne/ÖDP/Aktive, die neu in den Gemeinderat einzogen.

### Bürgermeister
Erster Bürgermeister ist seit 1. Januar 2007 Franz Abele (* 1967; CSU). Dieser wurde am 15. März 2020 mit 71,7 % der Stimmen bei einer Mitbewerberin für weitere sechs Jahre gewählt.

### Wappen
| Wappen Markt Legau | Blasonierung: „Im damaszierten schwarzen Feld ein goldenes Rutenbündel mit Beil als Symbol des Gerichts.“ |
| Wappen Markt Legau | Wappenbegründung: Die Vorgeschichte zur Verleihung des jetzigen historischen Wappens für den Markt Legau und die spätere heraldische Bewertung des Fascis mit teilweise abweichender Wiedergabe des Wappens in der Fachliteratur mögen als Indiz für eine vielleicht nicht ganz glückliche Wahl der Wappensymbolik gelten. Allein drei unterschiedliche Vorschläge für das jetzige Wappen vermochten nicht zu befriedigen, so dass schließlich das Reichsheroldsamt diese durch einen eigenen und damit endgültigen vierten Entwurf ersetzte. Dabei war wohl allen Beteiligten nicht mehr geläufig, dass der Markt Legau mit Sicherheit schon vor 1559 über ein eigenes Gemeindesiegel verfügte. Sowohl im früheren als auch im derzeitigen Wappen wird aber übereinstimmend auf die uralte einstige Gerichtsstätte Legau mit Dorfgericht von 1483 und Blutbann von 1485 symbolisch hingewiesen, die von Kaiser Friedrich III. verliehen wurde. Die Farben Schwarz - Gold nehmen Bezug auf das Wappen der Edlen von Hohenthann, die einstmals über die Ortsherrschaft Legau verfügten. Das Wappen wurde am 26. Januar 1838 durch König Ludwig I. von Bayern verliehen. Klemens Stadler und Friedrich Zollhoefer äußerten im Buch „Wappen der schwäbischen Gemeinden“, Seite 180 oben, dass das Wappen des Marktes Legau „der Stadt Rom besser angestanden hätte als einem schwäbischen Marktflecken“. |

## Sehenswürdigkeiten

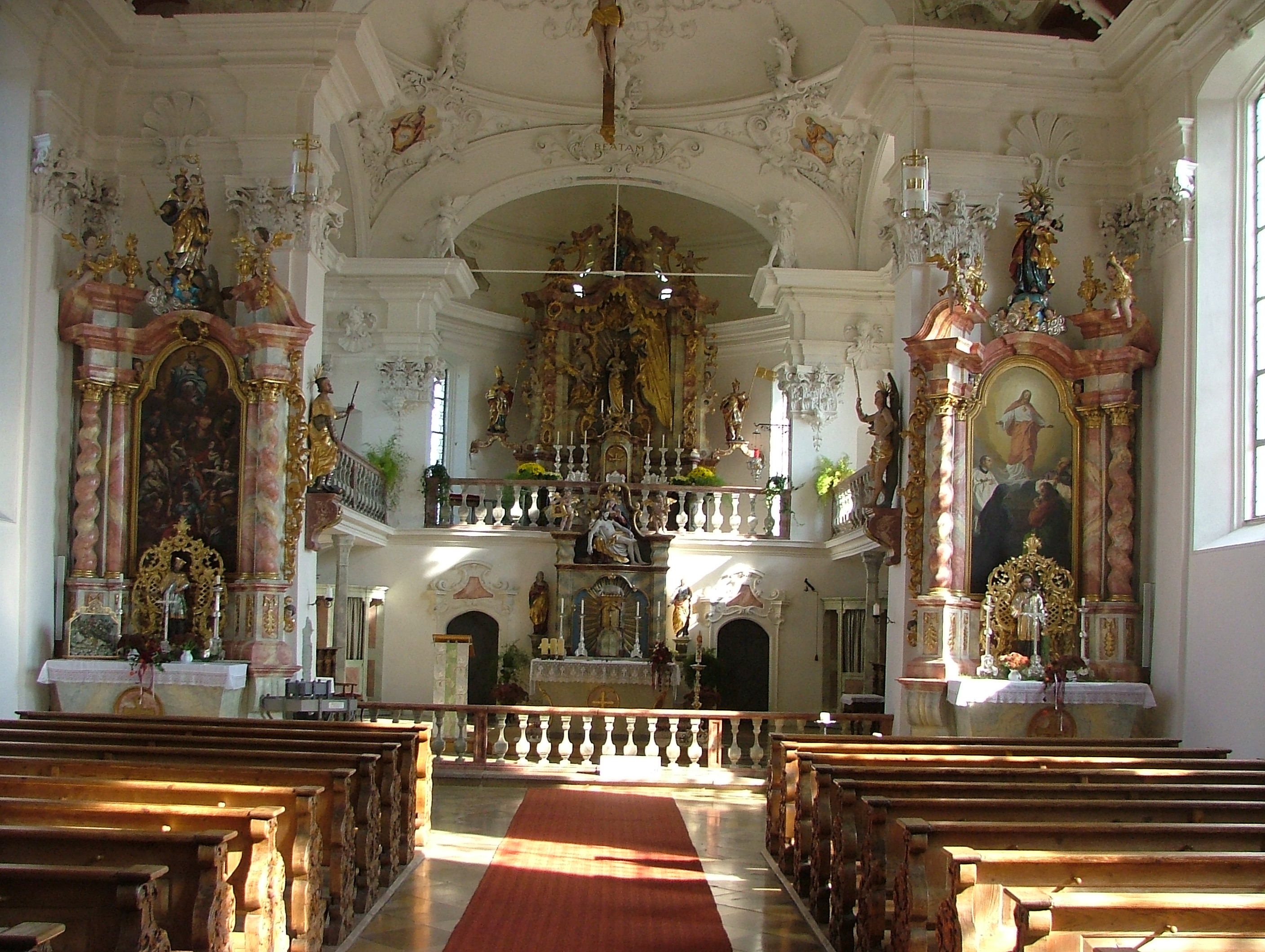
Lehenbühl

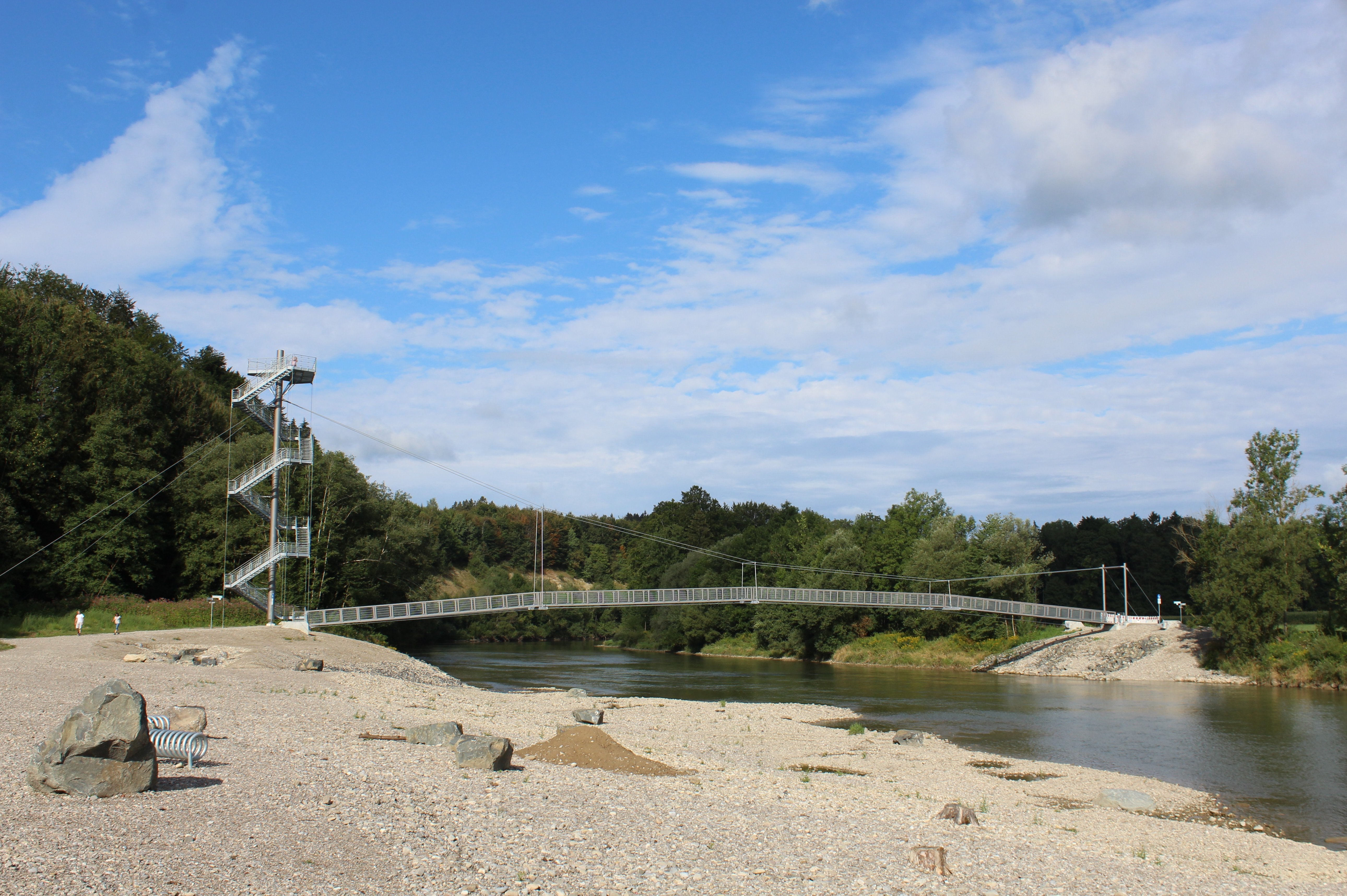
Illersteg Legau

Legau liegt an der Oberschwäbischen Barockstraße.
- Wallfahrtskirche Maria Schnee
- Wallfahrtskirche Maria Steinbach
- Pfarrkirche St. Gordian und Epimachus in Legau
- Barocke Krippe in der Pfarrkirche Legau[10]
- Umweltstation Unterallgäu
- Illersteg Legau, Fußgänger-Hängebrücke mit Aussichtsturm (24,4 m hoher Pylon mit Plattform auf 22,25 m Höhe)[11]

## Wirtschaft und Infrastruktur
2017 gab es in der Gemeinde 1116 sozialversicherungspflichtige Arbeitsplätze. Von der Wohnbevölkerung standen 1325 Personen in einem versicherungspflichtigen Beschäftigungsverhältnis. Damit war die Zahl der Auspendler um 209 Personen größer als die der Einpendler. 35 Einwohner waren arbeitslos. 2016 gab es 104 landwirtschaftliche Betriebe.
- Windkraftanlage Legau: Seit 1999 wird in ca. 1,5 km Entfernung östl. (ca. 118°) eine Windkraftanlage von einer Beteiligungs-Gemeinschaft von Legauern betrieben.
- Illerkraftwerk Maria Steinbach der Lechwerke Augsburg mit 25 Millionen Kilowattstunden Regelerzeugung pro Jahr

### Bekannte Unternehmen
- In Legau ist der weltweit produzierende und ökologisch herstellende Lebensmittelhersteller Rapunzel Naturkost GmbH ansässig.

### Bildung
Im Jahr 2018 gab es folgende Einrichtungen:
- Kindertageseinrichtungengarten: zwei mit 161 genehmigten Plätzen und 131 betreuten Kindern
- Volksschulen: zwei mit 11 Klassen, 14 Lehrern und 204 Schülern

## Persönlichkeiten
- Dominikus Hermengild Herberger (1694–1760), Bildhauer
- Joseph Echteler (1853–1908), Bildhauer
- Gabriel Sonntag (1873–1905), Ordensbruder und Märtyrer
- Ludwig Dorn (1900–1986), Pfarrer und Historiker, gestorben in Legau
- Klaus Roggors (* 1956), Musiker, Komponist
- Gotthard Haug (* 1958), Manager